# سفراء الخير
سفراء الخير هي مبادرة شبابية تربوية واجتماعية انطلقت في مجمع أوروبا كونتلاري بمدينة كاياشهير – إسطنبول في أبريل 2025، ثم توسعت لاحقًا لتشمل مجمعات أخرى مثل مافيرا ٢ ونيدا بارك. تهدف المبادرة إلى تعزيز قيم الأخوة والتعاون بين الشباب المسلمين، وبناء جيل متوازن يجمع بين الجانب الروحي والفكري من جهة، وبين النشاط الاجتماعي والرياضي من جهة أخرى.

## التاريخ
بدأت المبادرة في أبريل 2025 داخل مجمع أوروبا كونتلاري، حيث اجتمع عدد من الشباب الطموح لإطلاق مشروع يوفّر بيئة صالحة تجمع بين العبادة والأنشطة الهادفة. وقد لاقت الفكرة صدى واسعًا بين أبناء المنطقة، الأمر الذي شجع على توسيع نطاقها تدريجيًا لتشمل مجمعات أخرى في كاياشهير، مثل مافيرا ٢ ونيدا بارك. ومع مرور الوقت، أصبحت "سفراء الخير" إطارًا شبابيًا منظمًا يربط عدّة مجمعات عبر أنشطة مشتركة ولقاءات تنسيقية.

## الأهداف
تركّز المبادرة على مجموعة من الأهداف الجوهرية، أبرزها:
- غرس قيم الإيمان والتقوى في نفوس الشباب عبر دروس تزكوية وتوعوية.
- تقوية روابط الأخوة والتعارف بين أبناء المجمعات السكنية المختلفة.
- توفير بدائل عملية للشباب تحميهم من الفراغ السلبي وتوجّه طاقاتهم نحو ما هو نافع.
- الجمع بين التربية الروحية والأنشطة الاجتماعية والثقافية والرياضية في بيئة واحدة.
- تنمية روح القيادة وتحمل المسؤولية لدى الجيل الجديد.
- تشجيع العمل الجماعي وإبراز قيمة المبادرة الفردية في خدمة المجتمع.
- دعم المواهب والطاقات الشابة، وإتاحة الفرصة لها للتعبير والإبداع في إطار هادف.

## الأنشطة
تتميز المبادرة بتنوع أنشطتها، بحيث تغطي مختلف الجوانب التي يحتاجها الشباب، ومن أبرزها:
- اللقاءات الدورية: وهي لقاءات تربوية تُعقد في مصليات المجمعات السكنية، وتشمل دروسًا توعوية وتزكوية تركز على القيم الإسلامية، إضافة إلى نقاشات وحوارات مفتوحة تعالج قضايا الشباب اليومية.
- الرحلات الصباحية: تبدأ هذه الرحلات غالبًا بصلاة الفجر وأذكار الصباح، يليها برنامج متكامل يشمل تمارين جماعية، وتقسيم فرق، ودوري لكرة القدم، ثم جلسات اجتماعية على الفواكه والعصائر، يتخللها درس خفيف يربط بين الجانب الروحي والجانب العملي في الحياة.
- الفعاليات الاجتماعية: من أبرزها جلسات الشواء، والأنشطة المفتوحة التي تستعرض فيها مواهب الشباب، إلى جانب أوقات السمر والألعاب الجماعية التي تقوي روح الانتماء والمرح.
- الرحلات الموسعة: مثل الرحلات إلى حدائق كبيرة في إسطنبول كحديقة شاملار وحديقة الـMillet، والتي تجمع عدداً أكبر من الشباب من مختلف المجمعات، مما يعزز التعارف ويتيح أنشطة رياضية وثقافية أوسع.
- الأنشطة الرياضية: دوري كرة القدم يُعتبر من أكثر الفعاليات جذبًا للشباب، حيث ينظم بشكل مستمر ويُعد فرصة لترسيخ قيم التنافس الشريف والتعاون والعمل بروح الفريق.
- الأنشطة الثقافية والتربوية: تتضمن محاضرات قصيرة، وورش عمل مبسطة، وجلسات حوارية تشجع على التفكير والنقاش البناء.

## التنظيم
تقوم المبادرة على هيكل تنظيمي يضم ممثلين ومشرفين عن كل مجمع سكني مشارك، مثل أوروبا كونتلاري ومافيرا ٢ ونيدا بارك. ويُعقد للمشرفين اجتماعات دورية تُخصّص لمتابعة سير الأنشطة، ووضع خطط مستقبلية، وتبادل الخبرات، والتنسيق بين الفرق المختلفة. ويهدف هذا النظام إلى ضمان استمرارية العمل وتحقيق التوازن بين المجمعات المشاركة.

## التوسع والتأثير
شهدت المبادرة إقبالًا واسعًا من الشباب والأشبال، الأمر الذي ساعدها على التوسع خارج نطاق مجمع أوروبا كونتلاري لتشمل مجمعات أخرى. وأصبحت خلال أشهر قليلة علامة مميزة في أنشطة الشباب بمنطقة كاياشهير. وقد ساهمت في:
- تعزيز العلاقات الأخوية بين المجمعات المختلفة.
- خلق شبكة شبابية متماسكة تتبادل الأنشطة والخبرات.
- إحياء أجواء الطمأنينة الروحية وسط الانشغالات الحياتية اليومية.
- تقديم نموذج عملي لكيفية استثمار طاقات الشباب في أنشطة نافعة.

1. 1 2 3 4 5 6  سفراء الخير (مبادرة شبابية)

سفراء الخير هي مبادرة شبابية تربوية واجتماعية انطلقت في مجمع أوروبا كونتلاري بمدينة كاياشهير – إسطنبول في أبريل 2025، ثم توسعت لاحقًا لتشمل مجمعات أخرى مثل مافيرا ٢ ونيدا بارك. تهدف المبادرة إلى تعزيز قيم الأخوة والتعاون بين الشباب المسلمين، وبناء جيل متوازن يجمع بين الجانب الروحي والفكري من جهة، وبين النشاط الاجتماعي والرياضي من جهة أخرى.